# Ельнинская улица (Москва)
Е́льнинская у́лица (название утверждено 9 мая 1961 года) — улица в Москве, на территории района Кунцево Западного административного округа.
Нумерация домов начинается от Молодогвардейской улицы.

## Происхождение названия
Название дано по древнему городу Ельня Смоленской области. В августе-сентябре 1941 года в районе Ельни шли кровопролитные бои, в результате которых оккупированный город был освобождён и впервые за время войны германские войска были вынуждены перейти к обороне.

## Здания и сооружения
- По нечётной стороне:
  - 7A — Гаражный кооператив «Ельнинский-81»
  - 23 — Торговый комплекс «Кунцево»
- По чётной стороне:
  - 10 — Общеобразовательная школа № 732
  - 12к3 — Детский сад № 823
  - 16 — Детский сад № 824
  - 20к1, 20к2 — панельные дома 2007 года постройки, высотой от 14 до 17 этажей.
  - 24 — Общеобразовательная школа № 659

## Транспорт

### Ближайшая станция метро
- Молодёжная

### Наземный транспорт
По улице следуют следующие автобусы
- № 660 (Метро «Молодёжная» — ВКНЦ)
- № 464 (Метро «Университет» — Молодогвардейская улица)
- № 190 (Метро «Молодёжная» — Беловежская улица).

При этом автобус № 660 по улице следует лишь в указанном выше направлении, а в противоположном направлении данный автобус следует по другому маршруту, не проезжая по Ельнинской улице.

## Северо-Западная хорда
Северо-Западная хорда — автомобильная дорога в Москве. Строится вместо Четвёртого транспортного кольца, от которого было решено отказаться в силу его крайней дороговизны.
Северо-Западная хорда насчитывает в себе 5 участков, которые проектируются и строятся отдельно друг от друга.
В рамках строительства 4 участка Северо-Западной хорды планируется строительство тоннеля на пересечении Ярцевской и Ельнинской улиц (тоннель пройдёт под Ярцевской улицей).